# ドメニコ・インドゥーノ
ドメニコ・インドゥーノ（Domenico Induno、1815年5月14日 – 1878年11月5日）はイタリアの画家。おもに風俗画を描いた。

## 略歴
ミラノで生まれた。父親はミラノの宮廷の料理人、執事であった。弟のジェローラモ・インドゥーノ(Gerolamo Induno: 1825-1890)も画家になった。幼い頃から金細工師、彫金師の徒弟に入るが、主人に絵の才能を認められて、ミラノのブレラ美術アカデミーで絵を学ぶことを勧められた。1831年に入学が認められ、美術アカデミーでは彫刻家のポンペオ・マルケージや画家のルイージ・サバテッリ、フランチェスコ・アイエツに学んだ。アイエツから最も強い影響を受けた。
はじめ、聖書の物語の場面を描くのを好み、当時ミラノを支配していたオーストリア皇帝フェルディナント1世の代理人からウィーンの皇帝のギャラリーに飾るための歴史画の注文を受けた。
その後、歴史画から風俗画に徐々に移り、師のアイエツの助けで、有力者をパトロンにすることができた。弟とミラノに工房を開き、1843年に工房で働くアンジェロ・トレッチーニ(Angelo Trezzini: 1827-1904)の姉と結婚した。
1848年の「ミラノの5日間」と呼ばれるオーストリア支配に対する反乱に参加したため、反乱が失敗した後、家族と弟とスイスのティチーノに亡命した。1850年に安全な情勢になった後、イタリアに戻り、フィレンツェに住んだ。
1854年にブレラ美術アカデミーの "Socio d'Arte"に選ばれ、1855年のパリ万国博覧会に出展した。1860年に展覧会の審査員を務めた。同年、イタリア統一戦争のヴィッラフランカの休戦に関する作品を描き、その内の一点はイタリア国王のヴィットーリオ・エマヌエーレ2世に買い上げられた。
1863年にブレラ美術アカデミーの校長に任命された。1873年のウィーン万国博覧会の展覧会に出展して金メダルを受賞した。1878年のパリ万国博覧会にも参加したがその年の末亡くなった。

## 作品

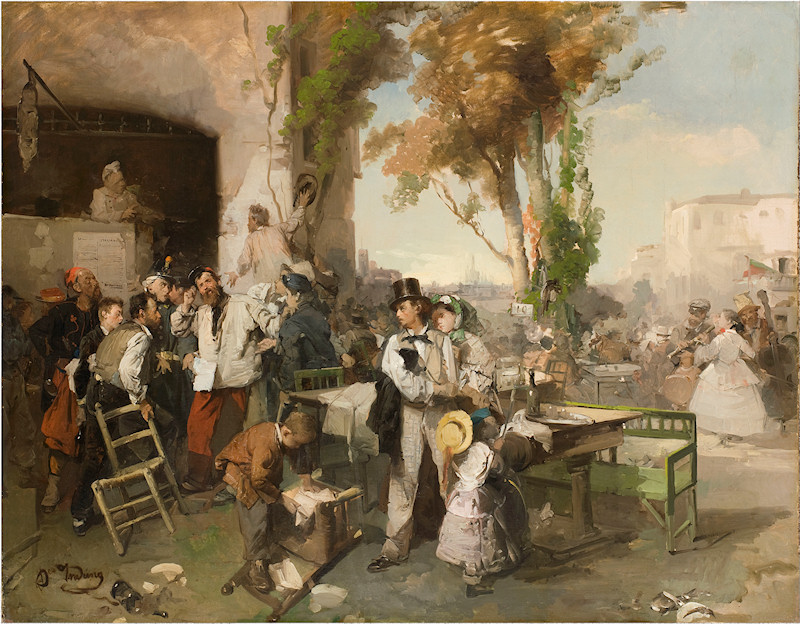
ヴィッラフランカの休戦の知らせの到着(1861/1862) Gallerie di Piazza Scala蔵
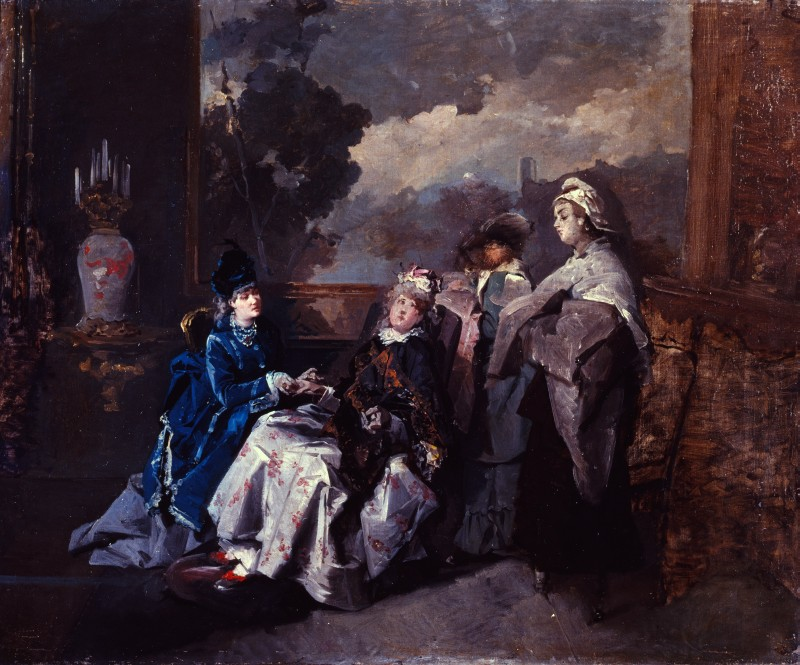
新しい母親の来訪(1875) Gallerie di Piazza Scala蔵
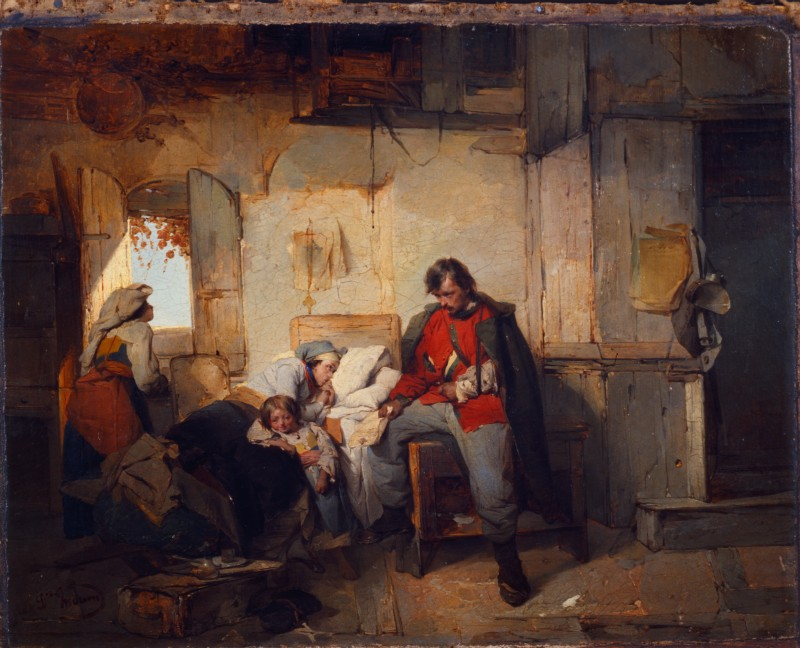
負傷した兵士の帰郷(1854)

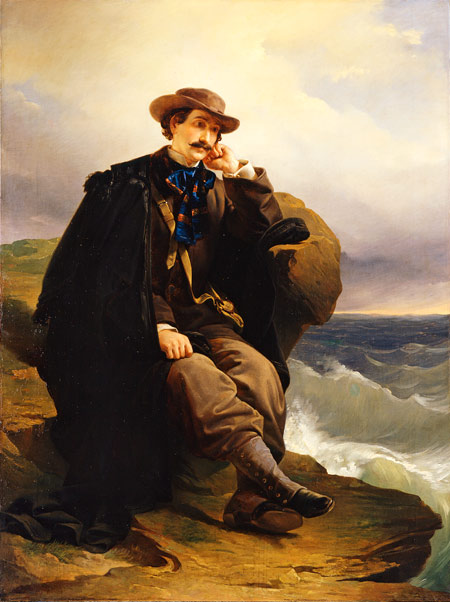
アレアルド・アレアルディ(詩人)、(c.1850) 個人蔵
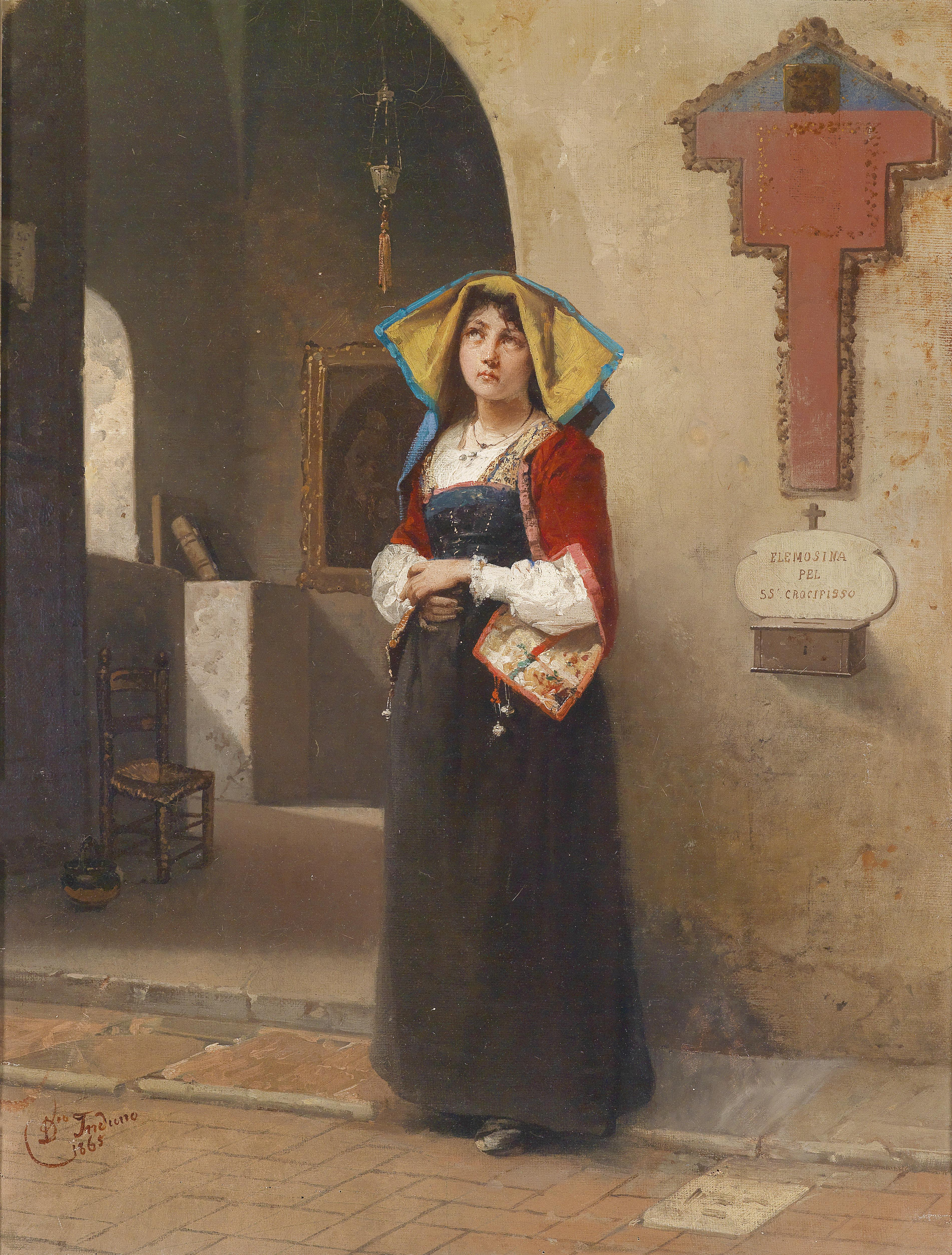
敬虔　(1865)
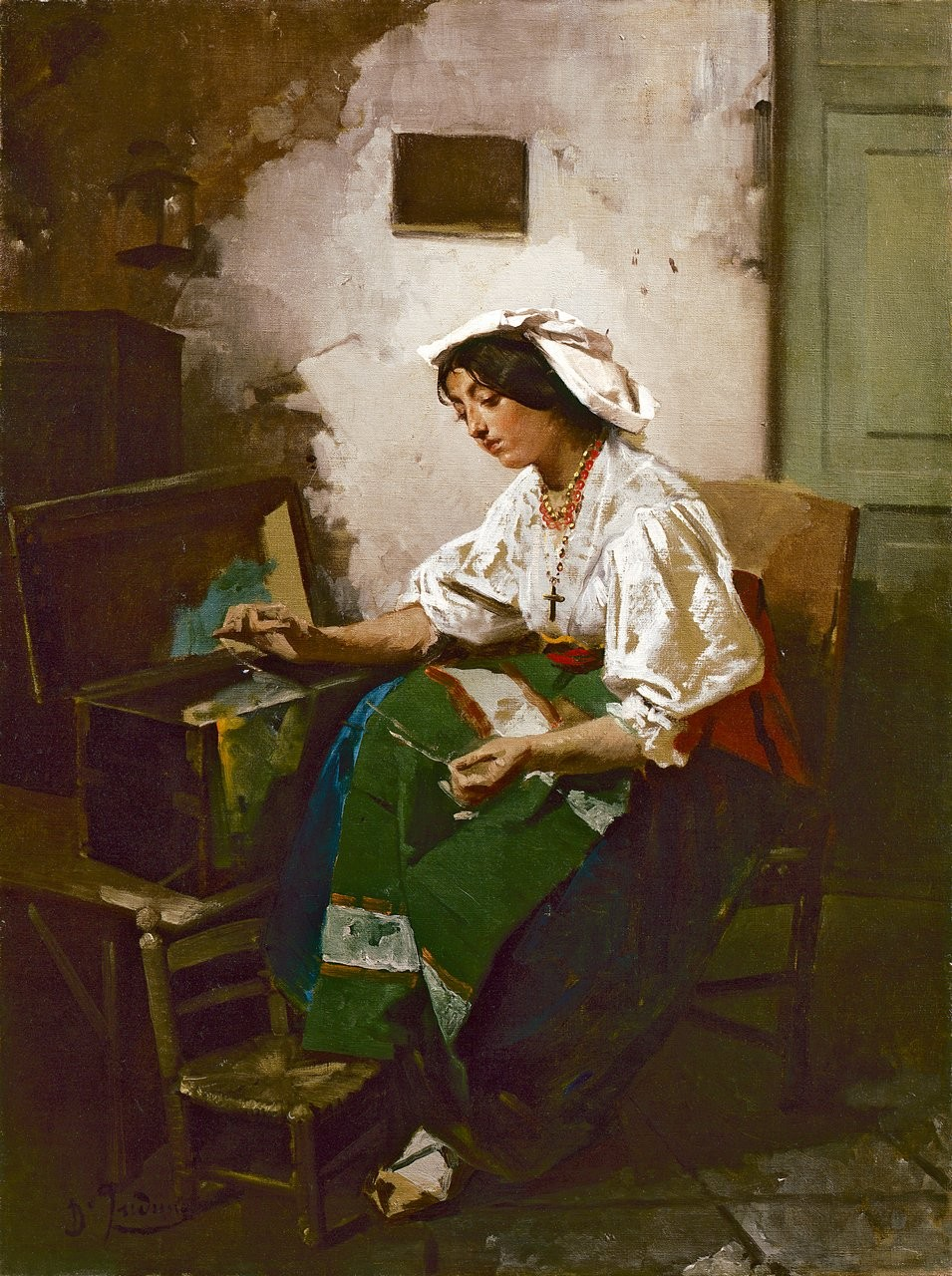
縫物をする少女　(1860s)
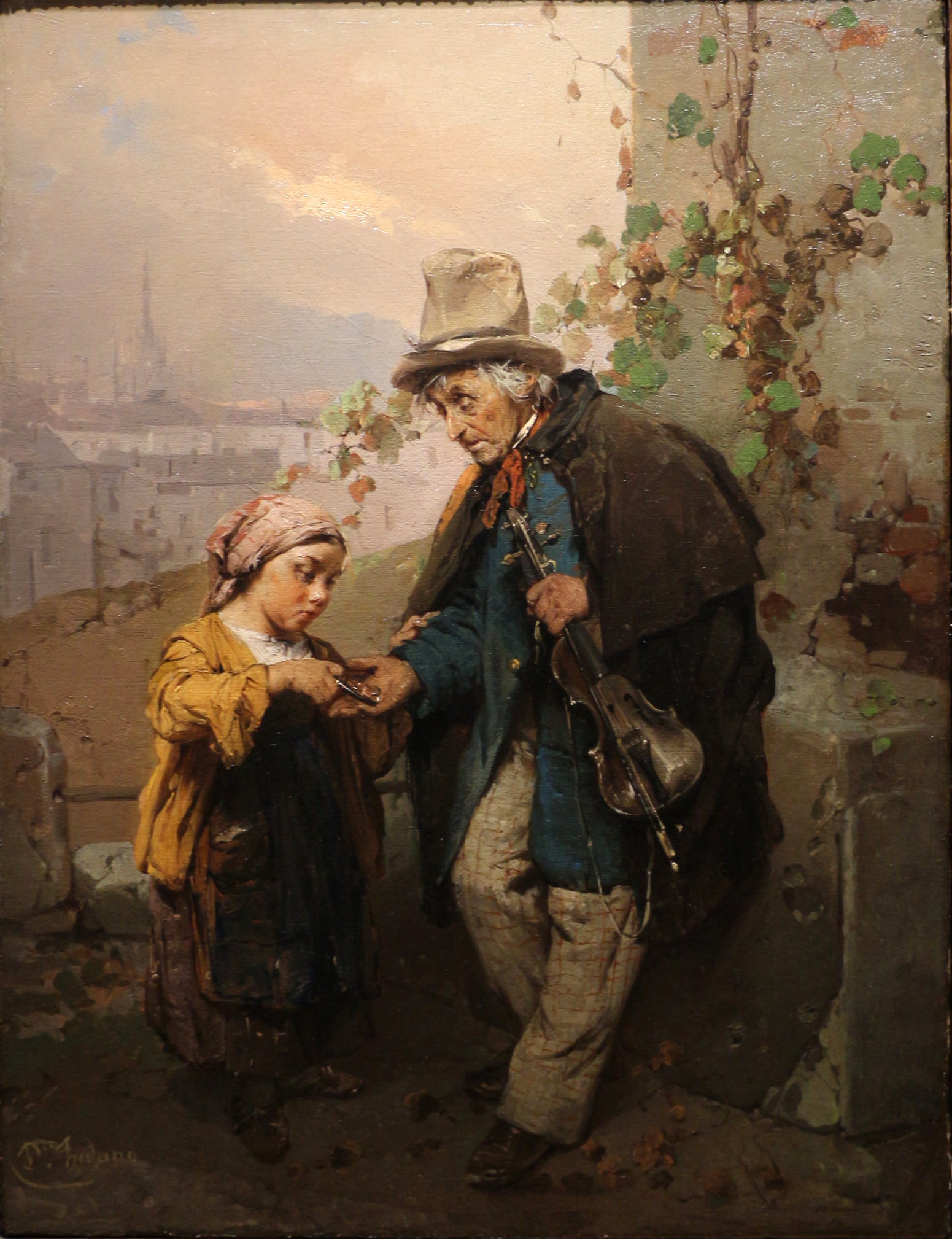
放浪の音楽家

## 関連文献
⁂ Giuliano Matteucci (Ed.), Domenico e Gerolamo Induno: La storia e la cronoca scritte con il pennello, Fondazione Cassa di risparmio di Tortona, 2006 ISBN 978-88-422-1460-1
- Silvestra Bietoletti, Domenico Induno, Vol.10 of "Mensili d'arte", Edizioni dei Soncino, 1992
- Fernando Mazzocca (Ed.), Immagini di Arte Italiana - Domenico Induno, L'italica, 1995